# Систейдинг
Систейдинг (англ. seasteading) — строительство и проживание в свободных сообществах, плавающих в открытом море вне юрисдикции какой-либо конкретной страны. Большинство предлагаемых концепций систейдинга было модификациями крейсерских судов. Другие проекты предполагают переоборудование нефтяных платформ, списанных зенитных платформ или строительство плавучих островов.
«Дело не только в создании одной политической системы или типа систем, но в разработке готового к немедленному использованию метода создания новых стран, с тем, чтобы многие группы смогли опробовать множество собственных вариантов, и все мы могли бы вместе учиться этому.»
Автор идеологии — Пэтри Фридман.

## История
Термин seasteading появился в 1981 году, когда яхтсмен Кен Неймейер написал книгу «Ферма в море» об автономной жизни на борту парусной яхты. Два десятилетия спустя эта идея привлекла внимание Пэтри Фридмана. В 2008 году он уволился из компании Google и стал соучредителем Seasteading Institute. Seasteading Institute разработал проект создания архипелага искусственных островов на территории Французской Полинезии. Строительство трёх первых платформ, рассчитанных на 30 человек, должно было обойтись в 225 млн долларов. Одним из первых инвесторов проекта стал Питер Тиль — основатель PayPal. Однако в 2018 году власти Французской Полинезии расторгли договор, в рамках которого реализовывался этот проект.
В 2020 году российский бизнесмен Антон Баков объявил о том, что в Средиземном море «в 40 минутах пути от Венеции» он собирается создавать искусственные острова в рамках нового проекта «Ноев ковчег» (Arca Noë).
В 2021 году появился проект Blue Estate по строительству искусственного острова в Карибском море. Завершение первой очереди проекта намечено на конец 2023 года.

## Юридические аспекты
За пределами исключительной экономической зоны государств моря и океаны не находятся под юрисдикцией государств. Государственные законы на эти воды не распространяются.
Отсутствием действия законов в международных водах пользуются, в частности, офшорные радиостанции и некоммерческая организация Women on Waves. Эта организация предоставляет возможность делать аборты в международных водах тем женщинам, которые не имеют такой возможности в их родных странах из-за запрещающих законов.
Сторонники систейдинга планируют использовать эту особенность международного права для того, чтобы их поселения не находились под юрисдикцией каких-либо государств.